# Красти Краб
Красти Краб (англ. The Krusty Krab) — вымышленный ресторан быстрого питания из американского мультсериала «Губка Боб Квадратные Штаны». Славится своим фирменным крабсбургером, рецепт которого является строго охраняемой коммерческой тайной.

## Роль в мультсериале «Губка Боб Квадратные Штаны»
Красти Краб — известный ресторан быстрого питания в подводном городе Бикини Боттом. Он принадлежит и управляется Юджином Крабсом. Также мистер Крабс изобрёл знаменитый крабсбургер. У Крабса два сотрудника: Сквидвард Тентаклс и Губка Боб Квадратные Штаны, работающие кассиром и поваром соответственно. Патрик Стар также несколько раз работал в Красти Краб на различных должностях.
Через дорогу от Красти Краб находится Чам Баккет — ещё один ресторан быстрого питания, которым владеют и управляют Планктон и Карен. Планктон — бывший лучший друг мистера Крабса, ставший его главным конкурентом. Безрезультатные попытки Планктона украсть секретную формулу крабсбургера, вывести Красти Краб из бизнеса и захватить мир являются основой сюжета мультфильма на протяжении всех серий.
Красти Краб привлекает клиентов из Бикини Боттом известным вкусом крабсбургера и того факта, что в ресторане Планктона есть меню, состоящее из чама (приманки, состоящей из частей рыбы), которую другие персонажи считают в основном несъедобной. В результате Красти Краб стал одним из самых успешных ресторанов города. В мультсериале Губка Боб называет его «лучшим рестораном, когда-либо созданным для еды». Мистер Крабс часто использует популярность своего ресторана, завышая цены и взимая плату со своих сотрудников за использование услуг здания.
В серии «Видеокурс для сотрудников Красти Краба» показано, что ресторан Красти Краб изначально был домом для престарелых под названием Расти Краб, который мистер Крабс приобрёл и превратил в ресторан. В другом эпизоде ресторан также был пиратским кораблём, принадлежавшим мистеру Крабсу до того, как он начал свой бизнес. В течение всего шоу ресторан претерпел множество временных изменений: например, он работал круглосуточно без выходных и был преобразован в отель, что было в центре внимания многих эпизодов. В других эпизодах Красти Краб был повреждён или разрушен.

## Развитие

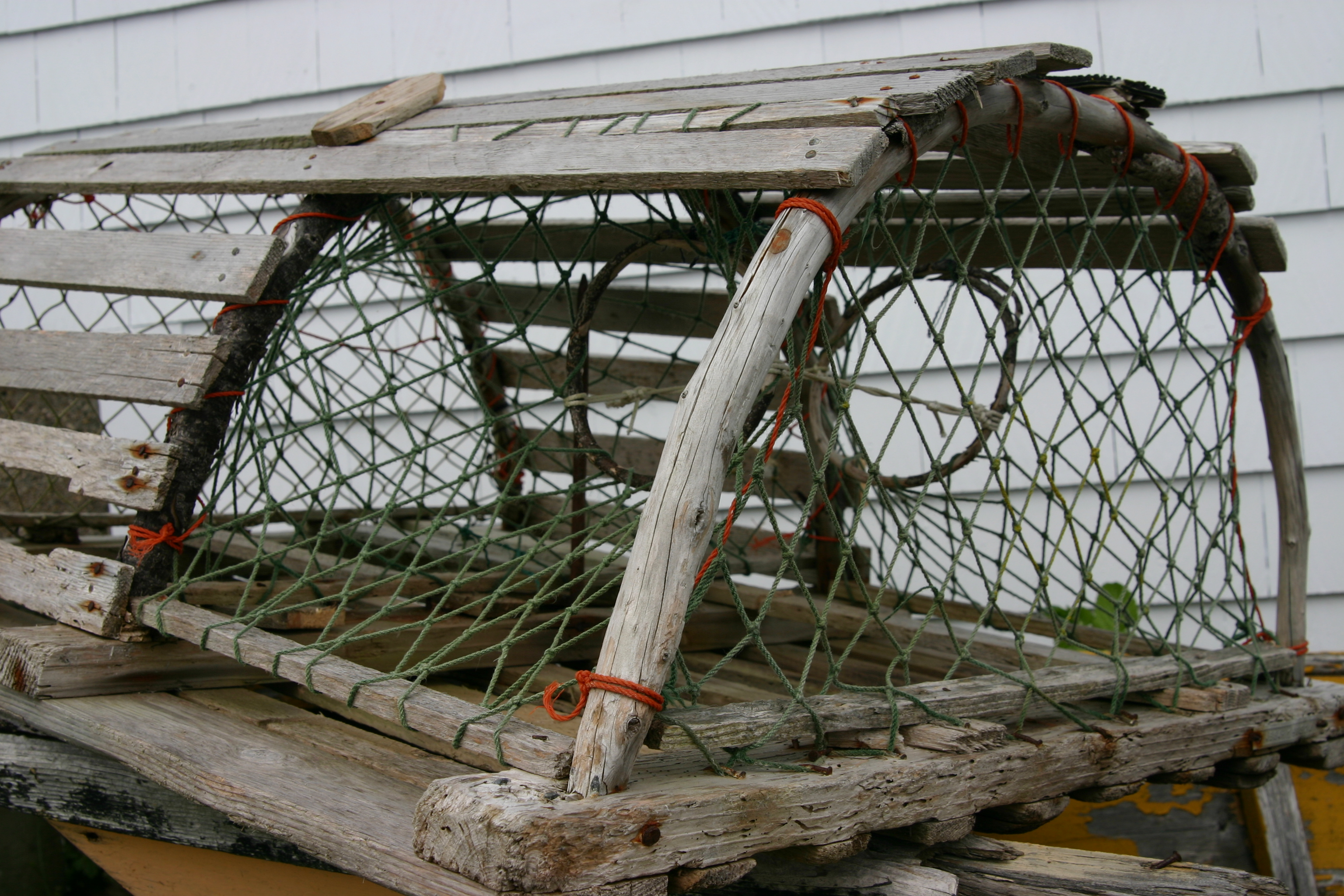
Ловушка для лобстеров, с которой был срисован «Красти Краб»

Наряду с домом Губки Боба, Красти Краб изначально задумывался как место, в котором будет происходить большая часть действий. Он дебютировал в первой серии «Требуется помощник» и с тех пор появлялся в более чем 80 % эпизодов по состоянию на 2018 год.
Красти Краб был вдохновлён создателем сериала Стивеном Хилленбергом, когда он в течение нескольких лет после окончания средней школы работал поваром и бойлером для лобстеров в рыбном ресторане быстрого питания. Занятие Губки Боба было напрямую основано на этом опыте, в то время как мистер Крабс был вдохновлён менеджером Хилленберга в ресторане. Однако хозяин ресторана не был жадным; Хилленберг добавил эту деталь, чтобы «придать ему больше индивидуальности».

## Появления в других СМИ
Ресторан был показан в полнометражном фильме 2004 года «Губка Боб Квадратные Штаны» и его продолжении 2015 года (где секретная формула крабсбургера была основным сюжетным ходом). Он был адаптирован для Бродвея. Красти Краб и крабсбургер упоминались или пародировались в массовой культуре. В эпизоде из комедии «Робоцып», в одном из сегментов, мистер Крабс использует крабовые ноги в качестве секретного ингредиента для крабсбургеров. В сети соперничество Красти Краб и Чам Баккет превратилось в мемы.
Красти Краб был включён во многие игрушки, публикации и другие товары Губки Боба. Lego Group выпустила два конструктора Lego по образцу здания Красти Краб. Красти Краб также появлялся в видеоиграх, связанных с Губкой Бобом, таких как «SpongeBob SquarePants: Creature from the Krusty Krab», название которого отсылает к ресторану. Viacom, которой принадлежит Nickelodeon, заработала миллионы долларов на лицензионных продуктах, носящих имя Красти Краб, в основном на фигурках для аквариумов и детских игровых наборах.

## Культурное влияние

### Приём
Красти Краб был признан многочисленными публикациями (включая BuzzFeed, New York Daily News и Screen Rant) как ресторан, для которого они хотели, чтобы он был настоящим. Точно так же, как сказано на сайте Boston.com: «Конечно, мы можем заказать крабовые пирожные, но мы хотели бы попробовать фирменный крабсбургер. Если бы только мы могли получить костюм, как у Сэнди, и отправиться в Бикини Боттом». В другом списке, опубликованном The Daily Meal, Красти Краб был назван номером один из «всех вымышленных роликов, показываемых в настоящее время на телевидении, в которых наши читатели хотели бы пообедать». В 2016 году журнал Time включил Красти Краб в число 18 самых влиятельных вымышленных компаний.

### Реальные версии

#### Имитации

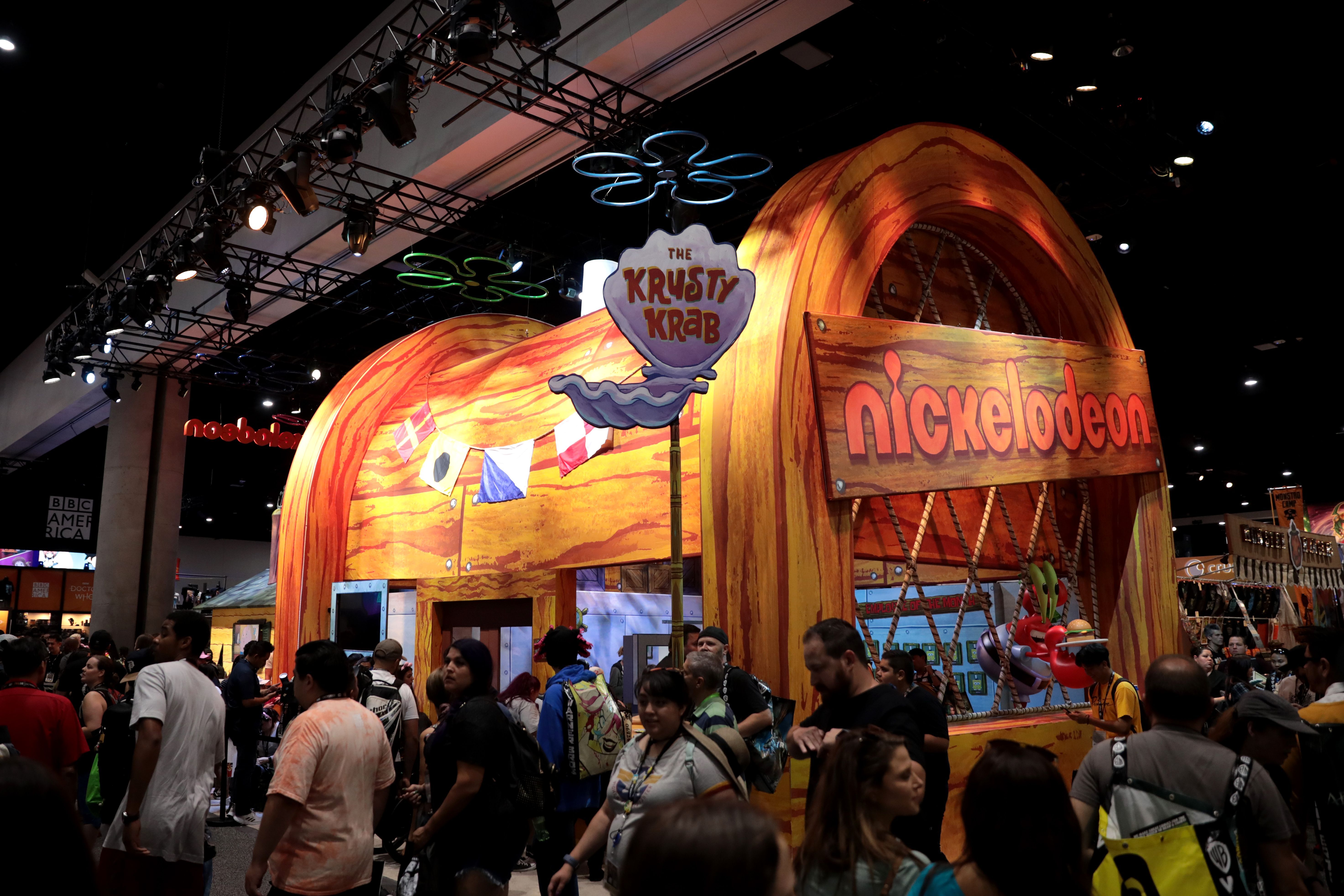
Красти Краб на San Diego Comic-Con International в 2019 году

Красти Краб послужил источником вдохновения для создания нескольких реальных заведений, не связанных с Nickelodeon или его материнской компанией Viacom. В Санта-Елене, Коста-Рика, ресторан под названием «Krusty Krab» открылся в 2012 году, но закрылся годом позже. В Рамаллахе, Палестина, компания Salta Burgers сконструировала настоящий Красти Краб, который привлёк внимание в сети. Он открылся 24 июля 2014 года, в нём подают морепродукты и собственный вариант крабсбургера; но он был закрыт к 2019 году. Некоторые комментаторы, например в Houston Press, отметили эти иностранные имитации: «Длинная рука закона США о товарных знаках не распространяется через международные воды. В каждой стране существует свой собственный процесс подачи документов, которому необходимо следовать». В Москве в 2016 году открылся тематический ресторан Красти Краб под названием «The Krusty Krab Cafe», который также готовит неофициальные крабсбургеры. В городе Давао в 2017 году открылась кофейня, в которой продаются крабсбургеры; она была названа «KrustyKrab Cafe», потому что сын её хозяев — фанат мультсериала.
В январе 2016 года Viacom подала в суд на IJR Capital Investments, узнав, что в декабре 2014 года компания подала заявку на регистрацию товарного знака Krusty Krab в Бюро патентов и товарных знаков США (USPTO). Последний планировал открыть два ресторана под этим названием в Хьюстоне и Лос-Анджелесе. В иске Viacom утверждала, что предложенные рестораны будут нарушением, даже несмотря на то, что Viacom не зарегистрировал официальный товарный знак на имя Красти Краб. Владелец IJR Хавьер Рамос-младший заявил, что придумал это название, имея в виду «корку, которая прилипает к крабам, когда их помещают в кипячение морепродуктов». Он утверждал, что не слышал о Красти Крабе из мультсериала «SpongeBob SquarePants» и что он выбрал его после проверки Google, не найдя ресторанов с таким названием. Хотя ВПТЗ США одобрило заявку IJR на товарный знак, федеральный судья Техаса постановил в январе 2017 года, что IJR нарушил права Viacom на собственность Губки Боба, со ссылкой на то, что право собственности на товарный знак установлено использовать, а не по регистрации. В мае 2018 года Апелляционный суд США пятого округа постановил, что Viacom заслуживает защиты товарного знака Krusty Krab и что IJR не может его использовать.
В честь 20-летия «Губки Боба» Nickelodeon воссоздал здание «Красти Краба» на San Diego Comic-Con International в 2019 году. Внутри посетители могли сыграть в интерактивную игру, в которой они должны были выполнять заказы на еду, пока не закончилось время.